# Södra Vånga socken
Södra Vånga socken i Västergötland ingick i Ås härad och är sedan 1974 en del av Ulricehamns kommun, från 2016 inom Möne distrikt.
Socknens areal är 8,65 kvadratkilometer allt land. År 1952 fanns här 87 invånare. Som sockenkyrka användes från 1846 Möne kyrka i Möne socken.

## Administrativ historik
Socknen har medeltida ursprung. Före den 1 januari 1886 (ändring enligt beslut den 17 april 1885) var namnet Vånga socken.
Vid kommunreformen 1862 övergick socknens ansvar för de kyrkliga frågorna till Vånga församling och för de borgerliga frågorna bildades Vånga landskommun. Landskommunen uppgick 1952 i Hökerums landskommun som 1974 uppgick i Ulricehamns kommun. Församlingen uppgick 1989 i Möne församling som 2006 uppgick i Hällstads församling.
1 januari 2016 inrättades distriktet Möne, med samma omfattning som Möne församling hade 1999/2000 och fick 1989, och vari detta sockenområde ingår.
Socknen har tillhört län, fögderier, tingslag och domsagor enligt vad som beskrivs i artikeln Ås härad. De indelta soldaterna tillhörde Älvsborgs regemente, Ås kompani och Västgöta regemente, Elfsborgs kompani.

## Geografi
Södra Vånga socken ligger norr om Ulricehamn. Socknen är en odlingsbygd som omges av skogsbygd.

## Fornlämningar
Från bronsåldern finns gravrösen. Från järnåldern finns två gravfält och stensättningar.

## Namnet
Namnet skrevs 1380 Wanga och kommer från kyrkbyn. Namnet innehåller plural av vång, 'en bys eller ett hemmans inhägnade ägor i motsats till utmarken; gärde; skifte; hage'.